# Міста Сербії
Цей список представляє всі міста Сербії.

## МістаВоєводини
- Ада
- Алибунар
- Апатин
- Бач
- Бачка-Паланка
- Бачка-Топола
- Бачкі-Петровац
- Бела-Црква
- Беочин
- Бечей
- Врбас
- Вршац
- Жабаль
- Житиште
- Зренянин
- Інджія
- Іриг
- Каніжа
- Кикинда
- Ковачиця
- Ковин
- Кула
- Малий Ідош
- Нова Црня
- Новий Бечей
- Новий Кнежеваць
- Новий Сад
- Оджаці
- Опово
- Панчево
- Петроварадин
- Печинці
- Пландиште
- Рума
- Сента
- Сечань
- Сомбор
- Србобран
- Сремська Митровиця
- Сремські Карловці
- Стара Пазова
- Суботиця
- Темерин
- Тител
- Чока
- Шид

## МістаКосова і Метохії
- Витина
- Вучитрн
- Глоговац
- Гнілане
- Гора
- Дечані
- Джяковиця
- Звечан
- Зубин Поток
- Істок
- Качаник
- Клина
- Косово Поле
- Косовська Камениця
- Косовська Митровиця
- Лепосавич
- Липлян
- Ново-Брдо
- Обилич
- Ораховаць
- Печ
- Подуєво
- Призрен
- Приштина
- Србиця
- Сува-Река
- Феріжай
- Штимлє
- Штрпце

## МістаЦентральної Сербії
- Аеродром
- Александровац
- Алексинац
- Аранджеловац
- Арилє
- Бабушниця
- Баїна-Башта
- Бараєво
- Баточина
- Бела-Паланка
- Белград
- Блаце
- Богатич
- Бойник
- Болєвац
- Бор
- Босилеград
- Брус
- Буяновац
- Валєво
- Варварин
- Велика-Плана
- Велико-Градиште
- Владимирці
- Владичин-Хан
- Власотинце
- Вождовац
- Вранє
- Врачар
- Врнячка-Баня
- Гаджин-Хан
- Голубац
- Горній Милановац
- Гроцка
- Деспотовац
- Димитровград
- Долєвац
- Жабарі
- Жагубиця
- Житораджа
- Заєчар
- Звездара
- Земун
- Іваниця
- Кладово
- Книч
- Княжеваць
- Косєрич
- Коцелєва
- Крагуєваць
- Кралево
- Крупань
- Крушевац
- Куршумлія
- Кучево
- Лазаревац
- Лайковац
- Лапово
- Лебане
- Лесковац
- Лозниця
- Лучані
- Любовія
- Майданпек
- Малий Зворник
- Мало-Црничє
- Медведжа
- Медіяна
- Мерошина
- Міониця
- Младеновац
- Неготин
- Ниш
- Нишка-Баня
- Нова-Варош
- Нові-Белград
- Нові-Пазар
- Обреновац
- Осечина
- Палилула
- Палилула
- Пантелей
- Парачин
- Петровац
- Пивара
- Пирот
- Пожареваць
- Пожега
- Прешево
- Прибой
- Прієполе
- Прокуплє
- Ражань
- Раковиця
- Рача
- Рашка
- Рековац
- Савскі-Венац
- Свилайнац
- Сврліг
- Сєниця
- Смедереве
- Смедеревска-Паланка
- Сокобаня
- Сопот
- Станово
- Старі-Град
- Старі-Град
- Страгарі
- Сурдулиця
- Сурчин
- Топола
- Трговиште
- Трстеник
- Тутин
- Уб
- Ужиці
- Црвені-Крст
- Црна-Трава
- Чаєтина
- Чачак
- Чічєвац
- Чукариця
- Чюпрія
- Шабаць
- Ягодина